# Zoolander
Zoolander – amerykańska komedia z 2001 w reżyserii Bena Stillera.

## Fabuła
Derek Zoolander (Ben Stiller) po klęsce zawodowej podejmuje się pracy górnika. Niedługo potem okazuje się, że mężczyzna ma szansę wziąć udział w promowaniu nowej kolekcji projektanta mody Jacobima Mugatu (Will Ferrell). Derek zgadza się bez wahania. Z czasem okazuje się, że Jacobim postanawia obalić prezydenta Malezji.

## Obsada
- Ben Stiller jako Derek Zoolander
- Owen Wilson jako Hansel
- Christine Taylor jako Matilda Jeffries
- Milla Jovovich jako Katinka
- Will Ferrell jako Mugatu
- Justin Theroux jako Evil DJ
- Jerry Stiller jako Maury Ballstein
- David Duchovny jako J.P. Prewitt
- Jon Voight jako Larry Zoolander
- David Pressman jako Phil
- Matt Levin jako Archie
- David Bowie
- Vince Vaughn
- Shavarsh „Shavo” Odadjian
- Paris Hilton jako Paris Hilton
- Alexander Skarsgård jako Meekus
- Fred Durst jako on sam